# Komenda Rejonu Uzupełnień Stanisławów

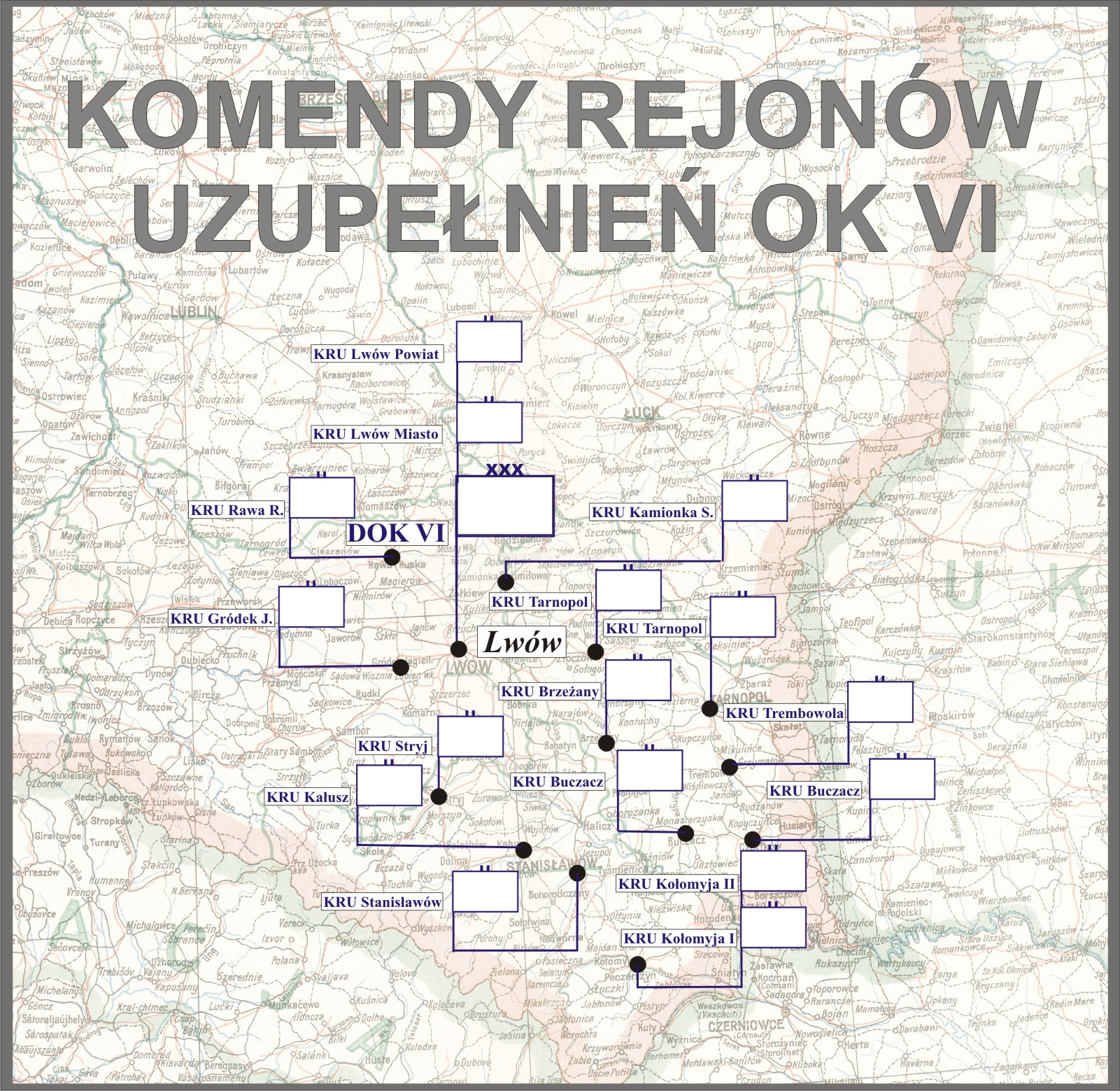
Komendy rejonów uzupełnień DOK VI

Komenda Rejonu Uzupełnień Stanisławów (KRU Stanisławów) – organ wojskowy właściwy w sprawach uzupełnień Sił Zbrojnych II Rzeczypospolitej i administracji rezerw w powierzonym mu rejonie.

## Historia komendy
12 czerwca 1919 roku minister spraw wojskowych ustanowił Powiatową Komendę Uzupełnień w Stanisławowie, czasowo z siedzibą w Stryju, obejmującą powiaty: stanisławowski, bohorodczański i tłumacki. PKU Stanisławów znajdowała się na terenie Okręgu Generalnego „Lwów” i podlegała Okręgowej Komendzie Uzupełnień we Lwowie.
31 lipca 1931 roku gen. dyw. Kazimierz Fabrycy, w zastępstwie ministra spraw wojskowych, rozkazem B. Og. Org. 4031 Org. wprowadził zmiany w organizacji służby poborowej na stopie pokojowej. Zmiany te polegały między innymi na zamianie stanowisk oficerów administracji w PKU na stanowiska oficerów broni (piechoty) oraz zmniejszeniu składu osobowego PKU typ I–IV o jednego oficera i zwiększeniu o jednego urzędnika II kategorii. Liczba szeregowych zawodowych i niezawodowych oraz urzędników III kategorii i niższych funkcjonariuszy pozostała bez zmian.
1 lipca 1938 roku weszła w życie nowa organizacja służby uzupełnień, zgodnie z którą dotychczasowa PKU Stanisławów została przemianowana na Komendę Rejonu Uzupełnień Stanisławów przy czym nazwa ta zaczęła obowiązywać 1 września 1938 roku, z chwilą wejścia w życie ustawy z dnia 9 kwietnia 1938 roku o powszechnym obowiązku wojskowym. Obok wspomnianej ustawy i rozporządzeń wykonawczych do niej, działalność KRU Stanisławów normowały przepisy służbowe MSWojsk. D.D.O. L. 500/Org. Tjn. Organizacja służby uzupełnień na stopie pokojowej z 13 czerwca 1938 roku. Zgodnie z tymi przepisami komenda rejonu uzupełnień była organem wykonawczym służby uzupełnień .
Komendant rejonu uzupełnień w sprawach dotyczących uzupełnień Sił Zbrojnych i administracji rezerw podlegał bezpośrednio dowódcy Okręgu Korpusu Nr VI, który był okręgowym organem kierowniczym służby uzupełnień. Rejon uzupełnień obejmował powiaty: stanisławowski i nadwórniański ówczesnego województwa stanisławowskiego.

## Obsada personalna
Poniżej przedstawiono wykaz oficerów zajmujących stanowisko komendanta Powiatowej Komendy Uzupełnień i komendanta rejonu uzupełnień oraz wykaz osób funkcyjnych (oficerów i urzędników wojskowych) pełniących służbę w PKU i KRU Stanisławów, z uwzględnieniem najważniejszych zmian organizacyjnych przeprowadzonych w 1926 i 1938 roku.
Komendanci
- płk Edward Filous[a] (od 12 VI 1919[10])
- ppłk piech. Jan Łuszczki (do XI 1924 → komendant PKU Kamionka Strumiłowa[11])
- mjr piech. Tadeusz Deschu (XI 1924[11] – III 1928 → komendant PKU Warszawa Miasto IV[12])
- ppłk łącz. Józef Rębski (do XII 1929 → komendant PKU Jasło)
- ppłk piech. Władysław Tobiasiewicz (XII 1929 – 30 VI 1934 → stan spoczynku)
- ppłk piech. Kazimierz Jacorzyński (XII 1934[13] – ? → komendant KRU Cieszyn)
- mjr piech. Franciszek Jarzębiński (1939[14])

Obsada pozostałych stanowisk funkcyjnych PKU w latach 1921–1925
- I referent
  - mjr piech. Tadeusz Deschu (do V 1923[17] → komendant PKU Kamionka Strumiłowa)
  - mjr piech. Julian Janowski (V[17] – VII 1923[18] → dowódca baonu 74 pp)
  - kpt. piech. Marian Kollbek (VII 1923[19] – II 1926 → kierownik I referatu)
- II referent – urzędnik wojsk. X rangi / por. kanc. Jan V Sikora (1923 – 31 XII 1925[20] → stan spoczynku)
- oficer instrukcyjny – por. piech. Leon I Wilczewski (1923 – 1924)
- oficer ewidencyjny – urzędnik wojsk. XI rangi Adolf Pelcer
- oficer ewidencyjny na powiat peczeniżyński – urzędnik wojsk. XI rangi / chor. Józef Sąsiada[b] (od V 1923[24], był w II 1925[25])
- oficer ewidencyjny – urzędnik wojsk. X rangi / por. kanc. Henryk Władysław Zieliński
- oficer ewidencyjny na powiat bohorodczański – urzędnik wojsk. XI rangi / chor. Adolf Sawicki[c] (1923 – 1925)
- oficer ewidencyjny na powiat stanisławowski – urzędnik wojsk. XI rangi / por. kanc. Zygmunt Sobolta (1 XII 1923[27][28][29] – II 1926 → referent)

Obsada pozostałych stanowisk funkcyjnych PKU w latach 1926–1938
- kierownik I referatu administracji rezerw i zastępca komendanta
  - kpt. piech. Marian Wincenty Kollbek (II 1926 – II 1927[34] → kierownik I referatu PKU Brzeżany)
  - mjr piech. Czesław Bereza (II 1927[35] – III 1929[36] → p.o. komendanta PKU Płock)
  - mjr piech. Aleksander Kicia (III 1929[37] – ? → kierownik I referatu PKU Kościan)
  - kpt. piech. Jan Lis (IX 1930[38] – 31 VII 1933[39] → stan spoczynku)
  - kpt. art. Robert Marian Stępniewski (VIII 1933 – VI 1938 → kierownik I referatu KRU)
- kierownik II referatu poborowego
  - por. piech. Henryk I Zieliński (od II 1926)
  - kpt. piech. Jan Lis (XII 1929[40] – IX 1930 → kierownik I referatu)
  - kpt. piech. Lucjan Rawicz vel Rękawicz[d] (IX 1930[38] – III 1932[44] → Dep. Uzup. MSWojsk.)
  - kpt. piech. Piotr Gadziński[45] (III 1932[44] – 30 VI 1934[46] → stan spoczynku)
  - kpt. piech. Tadeusz Kazimierz Ludwik Gawenda (VII 1934 – po VI 1935 → kierownik I referatu KRU Katowice)
- referent
  - por. kanc. Zygmunt Sobolta (II 1926 – II 1927[47] → referent PKU Stryj)
  - kpt. piech. Jan Lis (VII 1927[48] – XII 1929 → kierownik II referatu)
  - kpt. piech. Lucjan Rękawicz (XII 1929[49] – IX 1930 → kierownik II referatu)

Obsada pozostałych stanowisk funkcyjnych KRU w latach 1938–1939
- kierownik I referatu ewidencji – kpt. art. Robert Marian Stępniewski[f] † 1940 Kijów
- kierownik II referatu uzupełnień – kpt. adm. (art.) Czesław I Kozłowski[g]